# Weedpatch (Kalifornija)
Weedpatch je naseljeno područje za statističke svrhe u američkoj saveznoj državi Kalifornija. Prema popisu stanovništva iz 2010. u njemu je živjelo 2.658 stanovnika.